# Geodis Wilson
Die Geodis Wilson Germany GmbH & Co. KG ist ein Logistik-Unternehmen mit Sitz in Hamburg.
Die Geodis Wilson Germany GmbH & Co. KG ist Teil des globalen Geodis-Konzerns, der seit 2008 mehrheitlich der französischen Bahn SNCF gehört. Im Jahr 2010 betrug der Umsatz von Geodis Wilson Germany 193 Millionen Euro mit 275 Arbeitnehmern.

## Geschichte
Geodis Wilson Germany entstand 2008 durch die Übernahme für 77 Mio. Euro des 1954 in Hamburg von Carl Rohde und dem ehemaligen Teilhaber von Kühne + Nagel (1945–1953) Dieter Liesenfeld gegründeten Unternehmens Rohde & Liesenfeld (R & L), welches auf einem 1940 von Carl Rohde gegründeten Transportunternehmen basiert.

## Unternehmenstätigkeit
Das Unternehmen in Deutschland ist in den Bereichen Luft- und Seefracht als Logistikdienstleister tätig.
Geodis Wilson bietet Luftfrachten in den Servicearten Economy, Consolidation, Priority and Express. Eigenes Handling, Scanning, regelmäßige Performance-Berichte und Door-to-Door Services sollen eine ununterbrochene Verantwortungskette bieten.
Geodis Wilson bietet Seefracht-Services auf door-to-door-Basis für Einzelsendungen (LCL/LCL), Sammelcontainer (LCL/FCL, FCL/LCL) und Vollcontainer (FCL/FCL) in standardisierten Containern und Kühlcontainern, sowie Massenstückgut.
Geodis Wilson bietet auch die Kombination von See- und Luftfrachtservices, die 30–50 % schneller als Seefracht und 30–50 % günstiger als Luftfracht sein soll.
Neben dem Frachtmanagement werden zusätzliche Dienste angeboten, die den Umsatz im Lager erhöhen, die Verwaltung vereinfachen und fixe Gemeinkosten in variable Kosten verwandeln sollen, dazu gehören:
- Zollabfertigung
- Vertrieb und Cross-Docking
- Lagermanagement
- Verpacken, Sortieren und Etikettieren
- Laden und Entladen von Containern
- Transportversicherungen
- Value Added Services

## eSolutions
Die E-Services von Geodis Wilson sollen Bausteine für integrierte Supply-Chain-Lösungen bieten und die Möglichkeit geben, auf die eigenen Daten zuzugreifen, schnelle Entscheidungen zu treffen und mit Kunden und Lieferanten auf Basis von Echtzeitdaten zu kommunizieren.

### Freight Planner
Freight Planner ist ein web-basiertes Tool für elektronische Buchungen. Es zeigt stets aktualisierte Informationen über Laufzeiten an und macht Echtzeit-Buchungsbestätigungen für die Dienstleistungen von Geodis Wilson möglich. Freight Planner kann beim Kunden von mehreren Benutzern verwendet werden.

### Freight Monitor
Freight Monitor ist ein webbasiertes Track & Trace-Tool, das die Fracht-Management-Prozesse effizienter und simpler machen soll. Nach der Anmeldung unter einem persönlichen Kontonamen können Kunden ihre Sendungen per See oder Luft verfolgen. Sie können auch Hauptluftfrachtbriefe, Konnossemente und Handelsrechnungen sowie eigene Dokumente und E-Mail-Status-Updates an andere hochladen. Daten aus Freight Monitor können in andere Anwendungen transferiert werden.

## Vertical Markets/Vertikale Märkte
Das Dienstleistungs- und Beratungsspektrum des Unternehmens konzentriert sich auf die folgende Branchen:
- High-Tech
- Pharma & Health
- Aviation
- Retail & Fashion
- Automotive
- Maritime Logistics
- Luxury Hotel & Resorts
- Industrial
- Industrial Projects

Geodis Wilson Germany hat neben seinem Hauptsitz in Hamburg sechs weitere Standorte: am Hamburger Flughafen, in Stuttgart, Frankfurt, München, Düsseldorf und Nürnberg.
Geodis Wilson Germany ist für die Einhaltung von Umweltvorschriften und Qualitätsstandards nach DIN 9001 und DIN 14001 ISO-zertifiziert.